# Некрутенко, Виктор Юрьевич
Ви́ктор Ю́рьевич Некрутенко (род. 22 августа 1951, Москва) — ответственный секретарь федерального политсовета российской демократической партии «Союз правых сил», бывший министр природных ресурсов РФ.

## Биография
Родился 22 августа 1951 в Москве.
В 1975 окончил Московский институт инженеров геодезии, аэрофотосъёмки и картографии.
1975—1992 — инженер в Научно-производственном объединении «Геофизика».
1992—1994 — работал в Государственном комитете Российской Федерации по управлению государственным имуществом.
1994—1995 — консультант отдела приватизации и акционирования Департамента собственности и предпринимательства в Правительстве РФ. Главой департамента был Вячеслав Прохоров.
1995—1996 — начальник отдела приватизации и акционирования Департамента собственности и предпринимательства в Правительстве России.
1996—1997 — начальник департамента по управлению собственностью и развитию предпринимательства в Правительстве России.
8 апреля 1997 года указом Председателя Правительства В. Черномырдина Департамент по управлению собственностью и развитию предпринимательства был преобразован в Департамент собственности и регулирования естественных монополий. 16 апреля Виктор Некрутенко назначен начальником департамента. Руководил им по апрель 1998 года.

### В правительстве Кириенко
В апреле 1998 года после отставки кабинета Виктора Черномырдина правительство возглавил Сергей Кириенко. При формировании нового правительства Виктор Некрутенко 30 апреля был назначен министром природных ресурсов России. Ранее возглавляемый Некрутенко Департамент собственности и регулирования естественных монополий 15 мая был объединён с Департаментом экономики в Департамент экономики и управления собственностью.
17 августа 1998 года кабинет Кириенко после отказа МВФ предоставить кредитную линию прекратил выплаты по купонам ГКО-ОФЗ, фактически объявив первый в мировой экономической истории дефолт по внутреннему долгу. После этого всё правительство было отправлено в отставку Президентом РФ Борисом Ельциным..
22 июля 1998 года на посту министра природных ресурсов Российской Федерации утвердил новую форменную одежду и знаки различия для министерства с погонами и петлицами.

### Дальнейшая карьера
С декабря 1998 — президент фонда «Поддержки демократического единства».

### «Союз правых сил»
На выборах в Государственную Думу 19 декабря 1999 года был заместителем руководителя избирательного штаба партии «Союз правых сил» Анатолия Чубайса. Первой тройкой шли Кириенко — Немцов — Хакамада.
26 мая 2001 избран ответственным секретарем Федерального политического совета СПС.
На выборах в Государственную Думу в декабре 2003 СПС набрал 4,0 % голосов и не прошёл в парламент. Все четыре сопредседателя — Борис Немцов, Ирина Хакамада, Егор Гайдар и Анатолий Чубайс — ушли в отставку на внеочередном съезде в январе 2004, взяв на себя ответственность за поражение на парламентских выборах.
В январе 2004 года переизбран в состав Федерального Политсовета СПС. В феврале 2004 года переизбран ответственным секретарем Федерального политсовета СПС.
Номинальными лидерами партии остались ответственный секретарь Федерального политического совета партии Виктор Некрутенко и исполнительный директор партии Олег Пермяков. Фактически партией руководил президиум политсовета из пяти секретарей (Виктор Некрутенко, Борис Надеждин, Борис Минц, Леонид Гозман, Иван Стариков), отвечавших за основные направления партийной работы и осуществлявших коллективное руководство СПС в период отсутствия у партии единого лидера (с января 2004 по май 2005).
6 января 2006 на заседании федерального политсовета СПС принято решение о создании комиссии по объединению демократических организаций во главе с Борисом Немцовым. 16 февраля 2006 федеральный политсовет СПС утвердил состав комиссии, в которую вошли Борис Немцов (председатель), Леонид Гозман, Владимир Кара-Мурза (мл.), Борис Надеждин, Олег Наумов, Виктор Некрутенко, Олег Пермяков и Евгений Ясин.
15 ноября 2008 года на партийном съезде было принято решение о самороспуске, а уже 16 ноября представителями самораспустившихся СПС, ДПР и «Гражданской силы» была учреждена новая либеральная партия «Правое дело», сопредседателями которой стали представители трёх старых партий.

### «Правое дело»
В оргкомитет по формированию новой правой партии, получившей впоследствии название «Правое дело», вошли пять человек: исполняющий обязанности председателя СПС Леонид Гозман, ответственный секретарь федерального политсовета Виктор Некрутенко, исполнительный директор партии Олег Пермяков, руководитель кемеровского отделения Дмитрий Шагиахметов, член президиума федерального политсовета СПС Борис Надеждин, с октября 2008 года Виктор Некрутенко работал ответственным секретарем политсовета партии «Правое дело».